# 지종은
지종은(1973년 12월 2일 ~ )은 대한민국의 배우이다. 1993년에 해태제과 쌍쌍바 광고로 데뷔했다.

## 출연작

### 드라마
- 《살아있는 자》
- 《밥을 태우는 여자》
- 《천추태후》 - 조상궁 역
- 《검사 프린세스》 - 이복례 역
- 《넝쿨째 굴러온 당신》 - 차윤희의 모임친구 역
- 《닥터 프로스트》 - 박도철의 부인 역

### 영화
- 《경의선》- 선배 여자강사 역